# Les Corvées-les-Yys

Les Corvées-les-Yys este o comună în departamentul Eure-et-Loir, Franța. În 1 ianuarie 2022 avea o populație de 327 de locuitori.